# Andrzej Schinzel
Andrzej Schinzel (ur. 5 kwietnia 1937 w Sandomierzu, zm. 21 sierpnia 2021 w Konstancinie-Jeziornie) – polski matematyk zajmujący się teorią liczb, członek rzeczywisty Polskiej Akademii Nauk, pracownik Instytutu Matematycznego PAN. Schinzel był między innymi uczniem, współpracownikiem i kontynuatorem dzieła Wacława Sierpińskiego oraz jego biografem.

## Życiorys
Syn lekarza Zygmunta Schinzla (1887–1974) i artystki malarki Wandy Marii z d. Świeżyńskiej (1905–2001), brat szachisty Władysława Schinzla. Jako czternastolatek, w dziewiątej klasie tzw. jedenastolatki, został laureatem II Olimpiady Matematycznej (1950/51), zajmując w niej pierwsze miejsce.
W 1958 ukończył studia na Wydziale Matematycznym Uniwersytetu Warszawskiego. W roku 1960 uzyskał doktorat pod kierownictwem prof. Wacława Sierpińskiego. W latach 1960–1961 był stypendystą Fundacji Rockefellera w Cambridge i Uppsali. Doktor habilitowany od roku 1962, profesor nadzwyczajny od roku 1967, zwyczajny od roku 1974, członek korespondent PAN od roku 1979, członek rzeczywisty od roku 1994. Pracował w Instytucie Matematycznym Polskiej Akademii Nauk. Wieloletni kierownik Zakładu Teorii Liczb i przewodniczący Rady Naukowej Instytutu Matematycznego PAN, a także członek Komitetu Głównego Olimpiady Matematycznej.
W ciągu czterdziestu lat był wydawcą czasopisma „Acta Arithmetica”. Jednym z wypromowanych przez niego doktorów był prof. Henryk Iwaniec.
Członek czynny Polskiej Akademii Umiejętności (2004), członek zwyczajny Towarzystwa Naukowego Warszawskiego, członek honorowy Węgierskiej Akademii Nauk, Polskiego Towarzystwa Matematycznego i Towarzystwa Naukowego Sandomierskiego, członek korespondent Austriackiej Akademii Nauk, członek Niemieckiej Akademii Przyrodników Leopoldina. Członek i protektor czynny Archikonfraterni Literackiej w Warszawie. Trzykrotnie (1993, 2001, 2003) uczestniczył w letnich seminariach w rezydencji papieskiej w Castel Gandolfo na zaproszenie Jana Pawła II.
28 sierpnia 2021 roku został pochowany w grobie rodzinnym na Cmentarzu Katedralnym w Sandomierzu.

## Dorobek naukowy i zainteresowania badawcze
Opublikował ok. 300 prac z zakresu matematyki, zarówno w Polsce, jak i za granicą. Zajmował się wieloma obszarami teorii liczb:
- analityczną teorią liczb,
- algebraiczną teorią liczb,
- równaniami diofantycznymi,
- geometrią liczb, szczególnie algebraicznymi i arytmetycznymi aspektami wielomianów.

Współpracował też z Centrum Nauki Kopernik w Warszawie, prowadząc jeden z wykładów popularnych z serii „Drogi do rzeczywistości”. 
Był zaangażowany w działalność na rzecz krajowego środowiska naukowego. Aktywnie uczestniczył w działalności Polskiego Towarzystwa Matematycznego – w latach 1981–1983 sprawował funkcję jego wiceprezesa. W 2009 r. został członkiem honorowym Polskiego Towarzystwa Matematycznego. Wśród jego aktywności było uczestniczenie w redakcjach i badania z historii nauki – sprawował funkcję redaktora czasopism „Antiquitates Mathematicae” i „Acta Arithmetica”.

## Publikacje książkowe
- 1964: Elementary theory of numbers, Państwowe Wydawnictwo Naukowe (wraz z Wacławem Sierpińskim)
- 1976: Wacław Sierpiński, Iskry
- 1982: The number of zeros of polynomials in valuation rings of complete discretely valued fields, Instytut Matematyczny PAN
- 1982: Selected topics on polynomials, University of Michigan Press
- 1993: On reducible trinomials, Instytut Matematyczny PAN
- 2000: Polynomials with special regard to reducibility, Cambridge University Press
- 2005: On weak automorphs of binary forms over an arbitrary field, Instytut Matematyczny PAN (wraz z Jerzym Browkinem)
- 2007: Elementary, analytic and geometric number theory, European Mathematical Society (wraz z Henrykiem Iwańcem)
- 2007: Henryk Iwaniec, Władysław Narkiewicz, Jerzy Urbanowicz (wydawcy): Andrzej Schinzel – Selecta, European Mathematical Society (dwa tomy)

## Odznaczenia i wyróżnienia

### Zaszczyty państwowe i samorządowe
Odznaczony Krzyżem Komandorskim (2002), Krzyżem Oficerskim oraz Krzyżem Kawalerskim Orderu Odrodzenia Polski, Medalem Komisji Edukacji Narodowej i Krzyżem „Pro Ecclesia et Pontifice”. Honorowy obywatel Sandomierza (2016).

### Doktoraty honorowe
Doktor honoris causa Uniwersytetu w Caen (1998), Uniwersytetu im. Adama Mickiewicza w Poznaniu (19 grudnia 2011) i Uniwersytetu Kardynała Stefana Wyszyńskiego w Warszawie (23 lutego 2012).

### Inne nagrody
W 1982 roku otrzymał Medal im. Wacława Sierpińskiego, a w 1992 Medal im. Stefana Banacha.